# Ach Egon!
Ach Egon! ist eine deutsche Filmkomödie aus dem Jahr 1961. Regie führte Wolfgang Schleif, das Drehbuch schrieb Gustav Kampendonk. Neben Heinz Erhardt spielen Corny Collins, Adrian Hoven, Grethe Weiser und Gunther Philipp die Hauptrollen. Vorlage für den Film war der Schwank Hurra, ein Junge von Arnold und Bach.

## Handlung
Der Kinderarzt Waldemar Weber hat in seiner Studentenzeit aus Dankbarkeit seine Zimmerwirtin geheiratet, um deren unehelichen Sohn Egon Kummer zu legitimieren. Inzwischen ist er aber mit Henny, geborene Nathusius, verheiratet und hat seinen Adoptivsohn gegenüber seiner Frau stets verschwiegen. Ausgerechnet zu seinem ersten Hochzeitstag wird ihm von seinem alten Studienfreund, dem jetzigen Rechtsanwalt Dr. Wehling, offenbart, dass er den Nachlass der Verstorbenen geregelt habe und nunmehr ihren Sohn mit seinem Stiefvater bekanntmachen will. Man müsse dazu nach Hamburg fahren. Weber ist verzweifelt und will alles vertuschen, da er seiner Frau bislang dies alles verschwiegen hat. Als Ausrede verständigen sich die beiden auf ein gemeinsames Treffen mit einem angeblichen Studienkollegen Eric Helgers – ein Name, den der Anwalt zufällig auf einem Buchrücken liest.
Zur selben Zeit ist auch Helga Lüders angekommen, um ihre langjährige Freundin Henny Weber zu besuchen. Helga Lüders ist Schriftstellerin, publiziert jedoch unter dem männlichen Pseudonym Eric Helgers. Als nunmehr die beiden Herren erklären, sich mit Eric Helgers treffen zu wollen, vermuten die Frauen Ehebetrug. Unterstützt werden sie von Hennys Mutter, denn auch deren Eltern, das Ehepaar Nathusius, sind inzwischen zu Besuch eingetroffen. Besonders der Schwiegervater, der Weber finanziell unterstützt hat, hofft, dass sich bei Waldemar und Henny endlich Nachwuchs einstellt und das ersehnte Enkelkind in greifbare Nähe rückt.
Als schließlich auch Egon vor der Tür steht, stellt sich nicht nur heraus, dass er Affendompteur ist, er hat auch noch seine Schimpansen Kiki, Koko und Kaka mitgebracht. Waldemar hat alle Hände voll zu tun, ihn vor den übrigen Besuchern zu verbergen; so wird er kurzerhand vorübergehend in einem Wandschrank versteckt. Das Treffen mit Eric Helgers kann daher natürlich abgesagt werden; das soll auch Henny wieder beruhigen.
Im Zuge der Eifersuchtsauseinandersetzungen ist jedoch klar geworden, dass Eric Helgers eine Frau ist, jedoch bleibt Waldemar und seinem Freund Dr. Wehling dabei verborgen, dass es die anwesende Helga ist. Um die grundlosen Verdächtigungen aus dem Weg zu räumen, wird ein Treffen mit der Schriftstellerin vorgeschlagen: Sie sei in den Festsälen anlässlich des Bockbierfestes zu treffen; allein die Frau dazu fehlt noch. Egon weiß Rat: Er verkleidet sich und spielt sie selbst.
Um Egons Existenz letztlich zu erklären, sind jedoch noch so manche Turbulenzen zu bewältigen und unangenehme Situationen zu überstehen, bevor sich am Ende herausstellt, dass Theodor Nathusius (Waldemars Schwiegervater) Egons leiblicher Vater ist.

## Filmmusik
Friedel Hensch und die Cyprys singen den bereits im Jahr 1952 erfolgreichen Schlager Egon:

„Eeeeegon, ich hab ja nur aus Liebe zu Dir, ja nur aus lauter Liebe zu Dir, ein Glas zuviel getrunken, [Chorus] ach Egon, Egon, Egon, Egon [/Chorus] Eeeeegon, ich bin ja nur aus Liebe zu Dir, ja nur aus lauter Liebe zu Dir, so tief gesunken, u.s.w.“

Im Film Das fröhliche Dorf von 1955 stimmt ein Schüler im Unterricht mit seiner Mundharmonika das Lied Egon an. Der Lehrer, gespielt von Gerhard Riedmann, fragt „Was ist denn das?“. Woraufhin eine Schülerin aufsteht und antwortet „Egon, ich hab ja nur aus Liebe zu Dir.“

## Kritik
„Ein eilig hingeworfener Verwechslungs- und Verkleidungsschwank nach Arnold und Bach. In den Hauptrollen, neben erprobten deutschen Komikern, drei dressierte Schimpansen.“